# Kierz (Góry Krucze)
Kierz (niem. Die Kierze) – dwuwierzchołkowy szczyt w środkowej części Gór Kruczych, pomiędzy Czarnogórą na północy, a Miejską Górką na południu, o wysokości 662 i 650 m n.p.m. Wyższa jest kulminacja zachodnia.
Kierz stanowi zwornik grzbietu sąsiadującego na południu z Miejską Górką, a na północy z Czarnogórą. Ku zachodowi odchodzi od niego boczne ramię zwane Pustelnią, które opada do doliny Bobru. Wschodnie zbocza Kierza przecinają płytkie dolinki lewych dopływów Zadrny
Kierz zbudowany jest z permskich porfirów (trachitów), które na wyższym wierzchołku tworzą niewielkie skupisko skałek. Porośnięty jest lasem świerkowym regla dolnego.
Przez siodło między wierzchołkami Kierza przechodzi szlak turystyczny - Główny Szlak Sudecki -  czerwony – prowadzący z Lubawki do Krzeszowa. 